# Jiří Skála
Jiří Skála (* 10. října 1973, Plzeň, Československo) je bývalý český fotbalový obránce a záložník, později trenér.

## Fotbalová kariéra
V české lize hrál za FC Viktoria Plzeň, SK Slavia Praha, FK Teplice, FK Mladá Boleslav a SK Dynamo České Budějovice. Nastoupil ve 290 ligových utkáních a dal 25 gólů. V kvalifikaci Ligy mistrů UEFA nastoupil ve 2 utkáních a v Evropské lize UEFA a její kvalifikaci nastoupil v 19 utkáních a dal 1 gól. Za reprezentaci do 21 let nastoupil ve 14 utkáních. Vítěz Českého poháru 1999.

## Ligová bilance
| Ročník                          | Zápasy | Góly | Klub                       |
| ------------------------------- | ------ | ---- | -------------------------- |
| 1. česká fotbalová liga 1993/94 | 25     | 2    | FC Viktoria Plzeň          |
| 1. česká fotbalová liga 1994/95 | 30     | 0    | FC Viktoria Plzeň          |
| 1. česká fotbalová liga 1995/96 | 28     | 2    | FC Viktoria Plzeň          |
| 1. česká fotbalová liga 1996/97 | 29     | 5    | FC Viktoria Plzeň          |
| Gambrinus liga 1997/98          | 28     | 4    | FC Viktoria Plzeň          |
| Gambrinus liga 1998/99          | 28     | 7    | SK Slavia Praha            |
| Gambrinus liga 1999/00          | 18     | 2    | SK Slavia Praha            |
| Gambrinus liga 2000/01          | 15     | 1    | SK Slavia Praha            |
| Gambrinus liga 2001/02          | 17     | 1    | FK Teplice                 |
| Gambrinus liga 2002/03          | 24     | 1    | FK Teplice                 |
| Gambrinus liga 2003/04          | 12     | 0    | FK Teplice                 |
| Gambrinus liga 2004/05          | 23     | 0    | FK Mladá Boleslav          |
| Gambrinus liga 2005/06          | 1      | 0    | FK Mladá Boleslav          |
| 2. česká fotbalová liga 2006/07 | 22     | 0    | SK Dynamo České Budějovice |
| Gambrinus liga 2006/07          | 12     | 0    | SK Dynamo České Budějovice |
| CELKEM 1. liga                  | 290    | 25   |                            |

## Trenérská kariéra
Po skončení aktivní kariéry pracoval jako asistent a trenér mládeže v SK Dynamo České Budějovice a FC Viktoria Plzeň.